# خالد کهیها
خالد کهیها (انگلیسی: Khaled Kehiha؛ زادهٔ ۱۲ مارس ۱۹۸۶) بازیکن فوتبال اهل الجزایر است.